# Moulins-la-Marche
Moulins-la-Marche (mu.lɛ̃.la.maʁʃⓘ) es una población y comuna francesa, situada en la región de Baja Normandía, departamento de Orne, en el distrito de Mortagne-au-Perche y cantón de Moulins-la-Marche.

## Demografía
| 907 | 917 | 845 | 818 | 816 | 774 |
| Para los censos de 1962 a 1999 la población legal corresponde a la población sin duplicidades (Fuente: INSEE [Consultar]) |     |     |     |     |     |